# Kuhstorf
Kuhstorf ist eine Gemeinde im Landkreis Ludwigslust-Parchim in Mecklenburg-Vorpommern (Deutschland). Sie wird vom Amt Hagenow-Land mit Sitz in der Stadt Hagenow verwaltet.

## Geografie
Die Gemeinde befindet sich in der Griesen Gegend zwischen den Städten Hagenow und Ludwigslust. Der Hauptort wird durch die Sude in Kuhstorf und den wahrscheinlich früher eigenständigen Ort Eichhof geteilt. Weiterhin gehört zu Kuhstorf der Ortsteil Langen Jammer. Nördlich von Kuhstorf mündet der Strohkirchener Bach in die Sude.
Umgeben wird Kuhstorf von den Nachbargemeinden Moraas im Nordosten, Strohkirchen im Osten, Bresegard bei Picher im Süden, Redefin im Südwesten sowie Hagenow im Nordwesten.

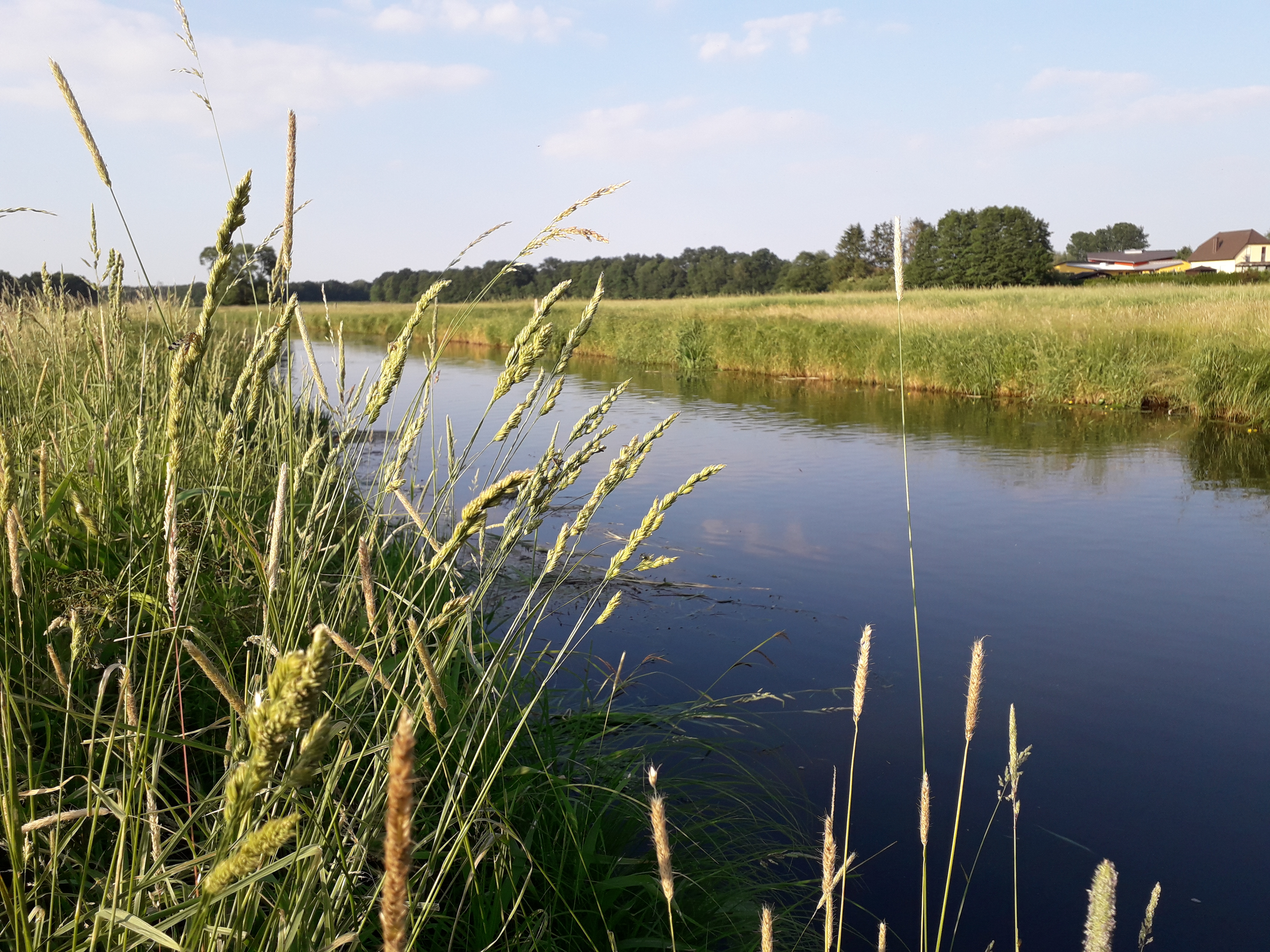
Sude

## Politik

### Wappen
| Wappen von Kuhstorf | Blasonierung: „In Gold eine schräglinke blaue Wellenleiste; begleitet nach der Figur: oben von einem linksgewendeten, dreiblättrigen grünen Eichenzweig mit zwei Früchten; unten von einem schwarzen Pflug.“ |
| Wappen von Kuhstorf | Wappenbegründung: In dem Wappen soll mit der Wellenleiste der Fluss Sude symbolisiert werden. Der Eichenzweig steht sowohl als redendes Zeichen für den Ortsteil Eichhof, als auch für den dortigen einstigen Forsthof, der Pflug repräsentiert das Bauerndorf Kuhstorf. Das Wappen wurde von dem Schweriner Heraldiker Karl-Heinz Steinbruch gestaltet. Es wurde am 24. Juni 2004 durch das Ministerium des Innern genehmigt und unter der Nr. 290 der Wappenrolle des Landes Mecklenburg-Vorpommern registriert. |

### Dienstsiegel
Das Dienstsiegel zeigt das Gemeindewappen mit der Umschrift „GEMEINDE KUHSTORF • LANDKREIS LUDWIGSLUST-PARCHIM“.

## Geschichte
Kuhstorf wird 1363 als Curdestorp erstmals urkundlich erwähnt und war von der Siedlungsform her ein Rundling. Im Laufe der Jahrhunderte wechselten die Besitzverhältnisse mehrmals bei steigenden Einwohnerzahlen. Der Herzog Gustav von Mecklenburg unterhielt bis 1831 ein Jagdschloss im Eichhof.

## Persönlichkeiten
- Jürgen Rogge (* 1940 in Kuhstorf; † 2021), Psychiater und Schriftsteller